# Вршњачка група
Вршњачка група је група особа приближно истог узраста, социјалног статуса и интересовања. Вршњачка група, посебно у периоду адолесценције, вишеструко је значајна у свим облицима развијања односа, комуникација и социјализације. Односи у вршњачким групама често помажу појединцима да се ослободе ранијих зависних веза како би стекли већи степен самосталности. Креативни односи у групи вршњака могу помоћи и у превазилажењу криза адолесценције, као што су: нормативна криза, криза идентитета, криза ауторитета и као криза сексуалности. У извесним случајевима, вршњачка група може имати и негативан утицај на развој појединца, уколико су њени циљеви асоцијално усмерени и деструктивни. У најтежим случајевима говори се о малолетничким бандама. Поред стандардних облика рада, пружања социјалних услуга и помоћи адолесцентима, у социјалном раду све више се инсистира на активном укључивању вршњачких група у рад са младима у ризику. Пракса је показала да вршњаци волонтери много лакше него професионалаци остварују непосредну комуникацију и стичу поверење. Зато је утицај вршњачких група значајан као катализатор у програмима психосоцијалне помоћи и превентивне едукације.